# Ataenius sculptor
Ataenius sculptor är en skalbaggsart som beskrevs av Edgar von Harold 1868. Ataenius sculptor ingår i släktet Ataenius och familjen Aphodiidae. Inga underarter finns listade.